# Ettore Palmiro Pedroni
Ettore Palmiro Pedroni (Cremona, 5 novembre 1951) è un politico italiano.

## Biografia
Esponente della Democrazia Cristiana, è candidato alla Camera nel 1983 per la IX Legislatura nel collegio di Mantova, senza risultare eletto. Nel settembre 1986 sostituisce poi a Montecitorio il deputato Silvestro Ferrari. Rimane a Montecitorio fino alla fine della Legislatura, nell'estate 1987.
Successivamente lavora per la Banca Popolare di Cremona.